# فلافيا أرودا
فلافيا أرودا (من مواليد 21 يناير 1980 في تاغواتينغا) رائدة أعمال برازيلية ومحامية وسياسية وعضو في الحزب الليبرالي. وهي تشغل منصب وزيرة حكومة البرازيل.

## السيرة الشخصية
بدأت أرودا دراسة درجة البكالوريوس في التربية البدنية في جامعة برازيليا الكاثوليكية لكنها لم تكملها. عملت فلافيا في تاغواتينغا لفترة، حتى قررت فتح مدرسة في ريكانتو داس أيماس. وهي متزوجة من الحاكم السابق للمقاطعة الفيدرالية خوسيه روبرتو أرودا، فلافيا أم لابنتين.
بعد دعوة من قناة بانديرانتس أصبحت فلافيا مقدمة برنامج "نوسا جينتي"، الذي عرض مشاريع اجتماعية. بعد بضع سنوات انتقلت إلى ساو باولو حيث عملت مذيعة طقس في برنامج إخباري تلفزيوني وطني.
في عام 2019 أنهت أرودا درجة البكالوريوس في القانون من المركز الأوروبي الأمريكي الجامعي. في عام 2021 تم انتخابها رئيسة للجنة المختلطة للتخطيط والميزانية العامة والرقابة التابعة للكونغرس الوطني.